# 內彈道

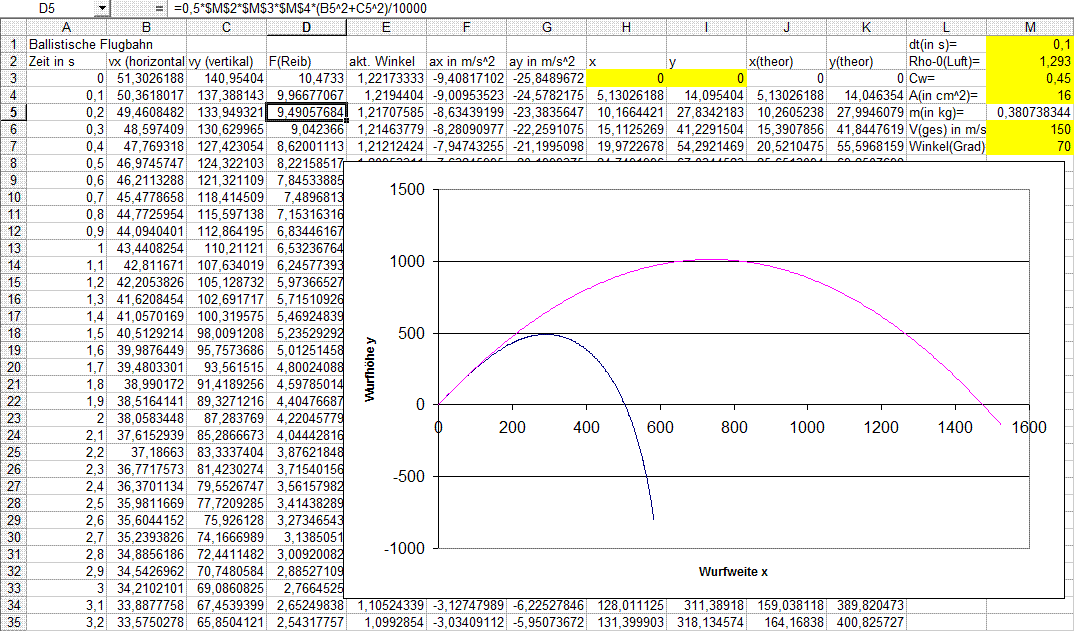
弹道计算表

内弹道是弹道的一部分，指被发射的抛射物从点火到离开发射器身管这一段过程。
内弹道学（internal ballistics）是弹道学里专门研究弹道体在内弹道中运动情况的下属学科，对各种身管武器设计发展都有重要意义。

## 击发方法
任何类型的身管武器第一步需要击发火药。最早的枪支、大炮由一个一端密封的金属管组成